# اوته تیم
اوته تیم (آلمانی: Ute Thimm؛ زادهٔ ۱۰ ژوئیهٔ ۱۹۵۸) دونده سرعت زن اهل آلمان بود.